# Pin de Bertaud
Pour les articles homonymes, voir Bertaud.
Le « Pin de Bertaud » ou « Pin Bertaud » est un arbre remarquable qui se trouvait à proximité du château Bertaud, dans un quartier de même nom à Gassin. C’est le quartier où il était situé qui a donné son nom à l'arbre qui fut une curiosité touristique, peint notamment par Paul Signac et reproduit sur de nombreuses cartes postales.
La première source connue mentionnant l’arbre remonte à la fin des années 1830. Il est déjà connu sous le nom de Pin de Bertaud.
Il fut une célébrité du golfe de Saint-Tropez avant l’heure, connaissant la gloire des journaux parisiens (Le Figaro, La Presse) et de nombreux guides touristiques.

## Arbre remarquable
S’il apparut rapidement comme une curiosité locale propre à ravir les touristes, il était considéré comme un monument remarquable par les spécialistes.
Il fut évoqué et montré en exemple à Paris lors d’une séance de la société nationale d’horticulture en 1888.
Charles Joly demandait que « les végétaux remarquables par leur âge ou leur croissance exceptionnels fussent, comme les monuments, reproduits par la photographie ; c’est ce qui a été fait pour un pin parasol appelé pin Bertaud et situé dans la propriété de M. de Peyssonneaux sur la presqu’île de Saint-Tropez, à trois kilomètres de la charmante petite ville de ce nom, près de la route nationale venant de Toulon ».
Il en donnait ensuite une description détaillée : « La hauteur de ce pin est de 16 mètres et sa circonférence de 6 mètres. Le tronc jusqu’à ce jour est parfaitement sain et sans creux apparent. La tête est complète de tous côtés, bien qu’une forte branche ait dû être mutilée, il y a quelques années, parce qu’elle gênait la circulation des voitures. Le diamètre de la tête est de 26 mètres, ce qui donne à cet énorme parasol un pourtour de 78 mètres ».
Les sources évoquent une circonférence à la base du tronc variant de cinq à dix mètres. Il était à la fin du XIXe siècle considéré comme âgé de 350 à 400 ans, avec une hauteur de tronc de 4,5 mètres et un circonférence, au sommet du tronc, de 7 mètres.
Lors d’une réunion le 20 juillet 1911, la commission départementale du Var pour la protection des sites et monuments naturels, sous la présidence de Frédéric Mireur, proposa le classement comme monument historique ou sites naturels à protéger plusieurs sites comme la Chartreuse de la Verne ou la grotte de la Sainte-Beaume, le « Pin-Bertaud ».
Dans plusieurs articles et ouvrages, le pin de Bertaud est d’ailleurs considéré comme « classé »,.

## Curiosité touristique
Il dut une partie de sa notoriété à sa position : en plein milieu de la route qui menait à Saint-Tropez, les touristes se rendant à la cité du bailli de Suffren passaient obligatoirement devant lui. Il est une attraction reconnue dès 1889. Cela explique pourquoi, entre autres, le peintre Paul Signac l’a reproduit sur un tableau.
Avec la création du tramway reliant Cogolin à Saint-Tropez, qui passait comme la route tout près de lui, le nombre de visiteurs du pin s'accrut. Le pin a été diffusé sur de nombreuses cartes postales, ainsi que dans divers ouvrages touristiques. « Sur la hauteur, deux châteaux Moyen Âge, et le magnifique pin parasol qui est réputé, et à juste titre, pour le plus bel arbre de toute la chaîne des Maures. Le tronc du pin de Bertaud mesure 10 mètres à la base, et sa ramure est une forêt » écrit Jules Adenis.
« Le hasard d’un détour forcé nous conduit en face d’un patriarche végétal de la plus magnifique venue : un pin-parasol, appelé Pin de Bertaud, au fût très régulier, énorme, portant ses branches à une hauteur prodigieuse ; plusieurs d’entre elles sont grosses comme un tronc d’arbre ordinaire, et dans un angle formé par leurs ramifications, un figuier sauvage trouve moyen de vivre ! » note de son côté Valentine Vattier-d’Amboyse (qui signe Ch.F. Aubert), parmi d’autres, pour un public amateur de curiosités de ce type.

## Représentation dans l’art

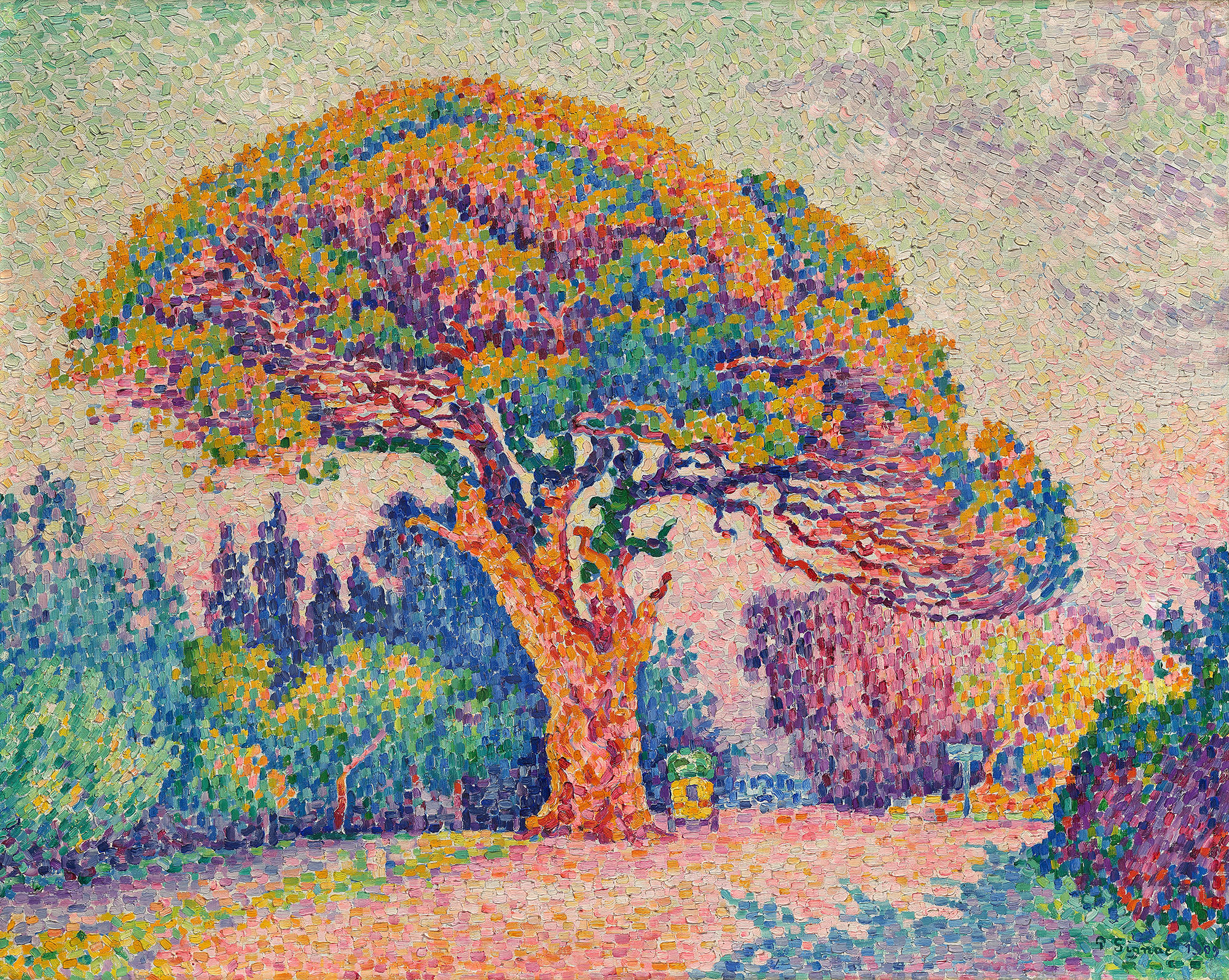
Le Pin de Bertaud par Paul Signac (Pin de Bertaud, huile sur toile,, Musée Pouchkine, Moscou)

### Peinture
Le pin Bertaud fut reproduit, en gravure, dessin ou photographie, dans divers ouvrages et revues à l’époque, touristiques notamment par A. Karl dans le numéro 48 des Guide-album des chemins de fer du Sud de la France France-Album : Le Pays du Soleil, des Maures à l’Estérel et Valentine Vattier d’Ambroyse, Le littoral de la France.
Sa représentation la plus célèbre est signée de Paul Signac, dont l’huile sur toile se trouve au musée Pouchkine à Moscou. Il existe deux autres représentations dans des collections privées au crayon et aquarelle.
L'arbre a été reproduit également par André Quellier.

### Littérature
Le pin apparaît dans l'ouvrage le plus célèbre du poète provençal Jean Aicard, Maurin des Maures. C'est sous l'arbre que se déroule la première rencontre entre Maurin, le « roi des Maures », et son fils. C'est à cet épisode fictif que Jean Aicard attribue la célébrité « universelle » du pin. Elle lui assura en effet une certaine renommée. 
« Maurin le rencontra sous le Pin Berthaud, pin gigantesque bien connu dans tout le golfe, mais dont la célébrité est devenue universelle, depuis que sous son ombre le roi des Maures et son dauphin de la main gauche s’y rencontrèrent pour une mémorable conversation. On le trouve, depuis, cité dans tous les guides. Il offre d’ailleurs, à tous les passants, une ombre véritable sous laquelle il est agréable de se reposer un instant. »
La rencontre s'achève après une dispute durant laquelle Maurin des Maures réussi à prendre des mains de son fils un couteau et le lance «  toute volée dans les branches du pin, avec tant d’adresse qu’il y resta planté, très haut, dix fois hors d’atteinte ».
Le pin apparaît encore dans L'Illustre Maurin, la suite de Maurin des Maures. Il s'y arrête après une algarade avec son ennemi juré, Sandri, s'interroge sur la nécessité de lancer une « chasse aux gendarmes ». 
Jean Aicard évoque encore le pin dans L'Ibis Bleu, où il compare un autre pin à celui de Bertaud, qu'il situe à Saint-Tropez : « Regardez celui-là, comme il est beau ! pas aussi beau pour sûr que le pin Berthaud, de Saint-Tropez, mais il est bien vieux tout de même ». 

Lors de son discours de réception à l'Académie, au fauteuil occupé avant lui par Jean Aicard, l'historien Camille Jullian rendit hommage à son prédécesseur. Il enjoint à ses confrères de venir lire Maurin des Maures à Gassin : 
« Ah ! Messieurs, ne lisez pas Maurin des Maures à la hâte, sous la lumière artificielle de vos lampes parisiennes. Allez là-bas, un jour d’été, sur cette, route des Maures ; arrêtez-vous au rivage de La Foux ou de Berthaud, et reposez-vous, pour déguster lentement les longues pages du livre, à l’ombre séculaire de ces grands pins parasols où Maurin des Maures s’est assis tant de fois. Devant vous s’étale en sa courbe le rivage "éternellement bleu" du golfe de Saint-Tropez, où les Grecs sont autrefois venus, et avec eux leur grand bonhomme d’Hercule, le parrain du héros provençal. »
Il est également cité par Jules Adenis et Eugène Pic-Paris.

## Mort
L’arbre est mort en 1924. 

Le journaliste Henry Bidou évoque la mort de l'arbre dans l'article consacré à la réception de Camille Jullian à l'Académie française, à la place de Jean Aicard qui a immortalisé le pin dans Maurin des Maures.
« M. Jullian s'évade sans cesse, au surplus, il nous a engagés à faire comme lui, et à aller lire dans les Maures les aventures du don Quichotte des Maures.  Il a fait de ces rivages une description élyséenne. À dire vrai, la baie de Saint-Tropez n'est pas si bleue qu'il le dit M. Jullian n'y a-t-il jamais été secoué par le vent d'Est, plus brusque et plus dangereux que le mistral ? Le pin Berthaud, sous lequel il veut nous faire asseoir, est mort. On a ébranché son cadavre gigantesque. Il ne reste plus, au milieu de la route, que le tronc d'un dieu mutilé.
Je crois que M. Jullian n'a pas vu ce désastre, ni les maisons que l'on construit, ni les automobiles qui s'impatientent contre le "déraillard". II a fait son discours sur les souvenirs de son enfance. »